# Jacques-Louis Soret
Jacques-Louis Soret, švicarski kemik, * 30. junij 1827, Ženeva, Švica, † 13. maj 1890, Ženeva.

## Življenje in delo
Soret je bil profesor fizikalne medicine na Univerzi v Ženevi. Leta je 1878 skupaj z Marcom Delafontaineom spektroskopsko opazoval holmij. Neodvisno od njiju ga je leta 1879 Per Teodor Cleve kemično izoliral iz tulija in erbija. Vsi trije veljajo za odkritelja tega kemičnega elementa. Pomagal je tudi dognati pravilno kemično sestavo ozona, kjer so v triatomski molekuli zvezani trije atomi kisika.
Po Soretu se imenuje Soretov vrh, močan absorpcijski pas v hemoglobinu. Njegov sin Charles Soret je bil priznani fizik in kemik.
1. ↑  Historische Lexikon der Schweiz, Dictionnaire historique de la Suisse, Dizionario storico della Svizzera — Bern: 1998.